# Turkse bronlibel
De Turkse bronlibel (Cordulegaster picta) is een echte libel uit de familie van de bronlibellen (Cordulegastridae).
De wetenschappelijke naam van de soort werd in 1854 gepubliceerd door Edmond de Selys Longchamps.